# 侍郎府
侍郎府是一处官宅建筑群，位于山西省晋城市高平市原村乡的良户村（中国历史文化名村）东北角村外高岗上的防御性的城堡式建筑蟠龙寨内偏西南部，已列为山西省文物保护单位。
侍郎府建于明末清初，是康熙年间的浙江巡抚加兵部侍郎衔田逢吉“田阁老”（1629-1699年）私邸。

## 建筑
田阁老的侍郎府是蟠龙寨的中心和最重要的建筑。
左右两翼分别有东宅、西宅和田氏祠堂，呈品字形分布。
侍郎府包括东西并列的两组四进四合楼院。中间以过道分隔。西侧为主建筑，包括前厅、牌坊、前院、后院、小姐院，东侧包括书房院、偏院、管家院、后花园。
侍郎府门楼高大，斗拱叠垒五层。门内是巨大的麒麟凤凰砖雕座山影壁，周围珍禽瑞兽、寿山福海祥云海浪、奇花异草等吉祥图案，精美异常。影壁中心的凸雕麒麟图于破四旧时被凿掉。

功德牌坊石质三门三楼四柱，牌匾写金马、玉堂，三室二品。
侍郎府拥有严密的防御体系。内外层层防御，设有铁裹门、吊桥、地道。

## 保护
2013年1月29日，蟠龙寨被晋城市人民政府公布为第三批晋城市文物保护单位，编号3-146。2016年6月6日，侍郎府作为良户古建筑群的一部分，公布为第五批山西省文物保护单位，古建筑类，编号V—103-Ⅲ—84。